# 溫特維爾種植園 (緬因州)
溫特維爾種植園（英語：Winterville Plantation）是位於美國緬因州阿魯斯圖克縣的一個種植園。

## 人口
根據2020年美國人口普查的數據，溫特維爾種植園的面積為101.00平方千米，當中陸地面積為92.20平方千米，而水域面積為8.80平方千米。當地共有人口194人，而人口密度為每平方千米1人。